# Marcel Jeanne
 (juin 2025).
Motif : Deux simples recensions dans BNF et sur un site
- Archive Wikiwix
- Bing
- Cairn
- DuckDuckGo
- E. Universalis
- Gallica
- Google
- G. Books
- G. News
- G. Scholar
- Persée
- Qwant
- (zh) Baidu
- (ru) Yandex
- (wd) trouver des œuvres sur Wikidata

| 1. | Préciser le motif de la pose du bandeau. | Précisez le motif de la pose du bandeau en utilisant la syntaxe suivante : {{admissibilité à vérifier\|date=juillet 2025\|motif=remplacez ce texte par le motif}}                  |
| 2. | Informer les utilisateurs concernés.     | Pensez à avertir le créateur de l'article, par exemple, en insérant le code ci-dessous sur sa page de discussion : {{subst:avertissement admissibilité à vérifier\|Marcel Jeanne}} |

Marcel Jeanne (Paris, 22 décembre 1897 - Nice, 8 février 1994) est un affichiste français, actif des années 1930 jusqu’au début des années 1960. 

## Parcours artistique
Formé à la fois à la lithographie et à la photogravure, il fonde l’atelier de quadrichromie (procédé offset) de l'imprimerie Bedos & Cie en 1935-1936,,,,,.
Il met au point une technique de fabrication d'affiches qui associe le photomontage et la lithographie : elle sera employée pour la première fois en 1938 pour l'affichette du Quai des brumes. Par la suite, l'association de ces deux techniques devient sa marque de fabrique, il se crée ainsi un style personnel qualifié de « presque hyperréaliste » par Jean-Louis Capitaine. L'affiche qu'il crée en 1951 pour Fanfan la Tulipe de Christian-Jaque est particulièrement remarquée.

## Réception critique
Il est décrit comme « le spécialiste du mélange entre dessin et photo ».
En 2005, il est considéré comme un des « maitres du genre » parmi les affichistes de cinéma.

## Affiches de cinéma

### Années 1930
- 1930 : David Golder, de Julien Duvivier
- 1934 : La Joyeuse Divorcée, de Mark Sandrich
- 1935 : La Femme et le Pantin, de Josef von Sternberg

### Années 1940
- 1946 :
  - Au petit bonheur, de Marcel L’Herbier
  - Fantôme à vendre, de René Clair
  - Lydia, de Julien Duvivier
  - Mademoiselle Crésus, de Thornton Freeland
  - Le Voleur de Bagdad, de Ludwig Berger
  - Panique, de Julien Duvivier[8]
- 1947 :
  - Macadam, de Marcel Blistène et Jacques Feyder
  - La Taverne du poisson couronné, de René Chanas
  - La vie recommence, de Mario Mattoli
- 1948 :
  - Les amoureux sont seuls au monde, de Henri Decoin
  - Éternel Conflit, de Georges Lampin
  - Les Frères Bouquinquant, de Louis Daquin
  - Tierce à cœur, de Jacques de Casembroot
- 1949 :
  - Au-delà des grilles, de René Clément
  - Entre onze heures et minuit, de Henri Decoin
  - Vire-vent, de Jean Faurez

### Années 1950
- 1950 :
  - Olivia, de Jacqueline Audry
  - Retour à la vie, d’André Cayatte
  - La Ronde, de Max Ophüls
- 1951 : Pandora, d’Albert Lewin[10]
- 1952 :
  - Fanfan la Tulipe, de Christian-Jaque[6]
  - Manon des sources, de Marcel Pagnol
  - Messaline, de Carmine Gallone
  - Le Mur du son, de David Lean
  - Le Petit Monde de don Camillo, de Julien Duvivier[11]
- 1953 :
  - La Fête à Henriette (modèles A et B), de Julien Duvivier
  - Lucrèce Borgia, de Christian-Jaque
  - Puccini (modèles A et B), de Carmine Gallone
- 1954 :
  - Le Grand Jeu, de Robert Siodmak
  - L'Homme de Berlin, de Carol Reed
  - Les Lettres de mon moulin, de Marcel Pagnol
  - Madame du Barry, de Christian-Jaque
  - Pain, Amour et Fantaisie, de Luigi Comencini
  - Zoé, de Charles Brabant
- 1955 :
  - La Belle Otero, de Richard Pottier
  - La Belle Romaine, de Luigi Zampa
  - Feu d’artifice (modèles A et B), d’Erik Charell
  - Pitié pour celle qui tombe, de Mario Costa
- 1956 :
  - Les Mauvaises Rencontres, d’Alexandre Astruc
  - La Revanche de Pablito, de Roberto Gavaldón
- 1957 :
  - Les Aventures de Till l'Espiègle, de Gérard Philipe et Joris Ivens
  - Davy Crockett et les Pirates de la rivière, de Norman Foster
  - Scandale à Milan, de Vincent Sherman

### Années 1960
- 1961 : Défense d'y toucher, de Steno